# Narciarstwo wodne na Plażowych Igrzyskach Azjatyckich 2012 - triki kobiet
Zawody w trikach kobiet podczas III Plażowych Igrzysk Azjatyckich w Haiyan odbyły się w dniach od 21 do 22 czerwca 2012 roku. Wystartowały reprezentantki z siedmiu krajów: Chin, Tajlandii, Japonii, Korei Południowej, Malezji, Kuwejtu i Indonezji. Złoto wywalczył reprezentantka gospodarzy Song Yufei.
| Pozycja | Zawodnik                   | Eliminacje | Finał |
| ------- | -------------------------- | ---------- | ----- |
|         | Song Yufei                 | 5880       | 5380  |
|         | Jiang Hui                  | 4880       | 4500  |
|         | Hiroko Komori              | 3440       | 3280  |
| 4       | Sareeya Promsuntisit       | 2930       | 3280  |
| 5       | Nur Tsuraya Priambodo      | 2160       | 3240  |
| 6       | Saaya Hirosawa             | 2540       | 3020  |
| 7       | Aaliyah Yoong              | 2600       | 2950  |
| 8       | Jang Da-hyeong             | 1130       | 1480  |
| 9       | Han Ah-reum                | 1390       | 1290  |
| 10      | Seo Na-na                  | 580        | 580   |
| 11      | Pattanan Pamonpol          | 560        |       |
| 12      | Jeanne Al-Failakawi        | 360        |       |
| 13      | Nur Qamarina Shamsul Anuar | 290        |       |